# Громовая Балка
Громовая Балка (укр. Громова Балка) — село в Александровской поселковой общине Краматорского района Донецкой области Украины.

## Общие сведения
Население по переписи 2001 года составляло 70 человек. Почтовый индекс — 84022. Телефонный код — 6269.